# Ponte Alta
Pour les articles homonymes, voir Ponte Alta (homonymie).
Ponte Alta est une ville brésilienne de l'intérieur de l'État de Santa Catarina.

## Géographie
Ponte Alta se situe par une latitude de 27° 29′ 03″ sud et par une longitude de 50° 22′ 49″ ouest, à une altitude de 856 mètres.
Sa population était de 4 895 habitants au recensement de 2010. La municipalité s'étend sur 567 km2.
Elle fait partie de la microrégion de Curitibanos, dans la mésoregion Serrana de Santa Catarina.

## Villes voisines
Ponte Alta est voisine des municipalités (municípios) suivantes :
- São Cristóvão do Sul
- Mirim Doce
- Pouso Redondo
- Otacílio Costa
- Palmeira
- Correia Pinto
- Curitibanos